# Joel Surnow
Joel Surnow (Detroit, Míchigan, 1955) es un productor y guionista estadounidense. Es conocido como el cocreador y productor ejecutívo de la serie de televisión La Femme Nikita, aunque también ha escrito guiones para series de televisión tan conocidas como Miami Vice, serie que marcó una época en la década de 1980. Su trabajo más reciente ha sido el de la popular y serie de televisión 24, de la cual es el cocreador junto a Robert Cochran. 
En el 2006 la serie de televisión 24 ganó 5 Premios Emmy incluyendo el de mejor serie dramática y el de mejor actor de serie dramática otorgado al actor canadiense Kiefer Sutherland por su papel protagonista en la serie interpretando al agente federal Jack Bauer.